# Уголовно-процессуальный кодекс Литовской Республики
Уголовно-процессуальный кодекс Литовской Республики (УПК ЛР; лит. Lietuvos Respublikos baudžiamojo proceso kodeksas, LR BPK) — основной источник уголовно-процессуального права Литовской Республики, устанавливающий и регулирующий порядок уголовного судопроизводства на территории Литвы. Это кодифицированный нормативно-правовой акт, являющийся основным источником, регулирующим порядок привлечения к уголовной ответственности в Литве.
Действующий уголовно-процессуальный кодекс был принят Сеймом Литвы 14 марта 2002 года. Вступил в силу 1 мая 2003 года.

## Структура кодекса
Уголовно-процессуальный кодекс Литвы представляет собой кодифицированный нормативный акт, состоящий из 10 частей.